# Biophytum tessmannii
Biophytum tessmannii är en harsyreväxtart som beskrevs av Paul Erich Otto Wilhelm Knuth. Biophytum tessmannii ingår i släktet Biophytum och familjen harsyreväxter. Inga underarter finns listade i Catalogue of Life.